# C級さらりーまん講座
『C級さらりーまん講座』（シーきゅうさらりーまんこうざ）は、山科けいすけによる日本の4コマ漫画。『ビッグコミック』（小学館）にて連載中。山科の代表作のひとつ。『週刊ポスト』（同）では本作の番外編となる『お仕事しなさい!!』を連載。
1994年に文藝春秋漫画賞、2011年に手塚治虫文化賞の短編賞を受賞している。2016年8号では、作者の山科の急病により、代打で石塚真一が初の4コマ漫画となる作品「BG級さらりーまん講座」を掲載。
単行本はハードカバーで刊行。2011年から単行本のタイトルを『新C級さらりーまん講座』に変更。2016年からは単行本のタイトルを『C級さらりーまん講座・改』に変更し、A5サイズで刊行されている（連載時のタイトルは当初通り）。
サラリーマンの日常をギャグとして描く。

## 登場人物
秋田（あきた）
営業一課の若手営業マンだが極端な虚弱体質で臆病。取引先の鬼頭課長に怯えているが、向こうからは気に入られてしまっている。
二階堂係長（にかいどうかかりちょう）
営業一課の係長。一見ダンディだがマニアックな趣味で周囲を混乱させる。仕事は優秀。兎田とは同期。
花丸木
営業一課の社員で二階堂の部下。二階堂の趣味に波長を合わせることができる。
営業一課長
秋田と二階堂の上司。いつも2人に振り回される。怒るのは得意。

丸山課長（営業二課）
一課長とは同期。童顔で肥っていて赤ちゃんのような肌をもつ。訪問先でタマゴボーロを出され激怒した。実年齢は42歳だが初対面の人間には信じて貰えずコンプレックスとなっている。
兎田係長（うさぎだかかりちょう）
営業二課の係長。異常に濃い体毛に誇りを持ち、かなりの女好き。二階堂と同期入社でウマが合う。苗字の読み方は「うさぎだ」、下の名前は「千春」。仕事は優秀。
鬼頭課長（きとうかかりちょう）
秋田の得意先の課長。仕事は優秀で人望もある。深海魚のような恐ろしい顔を持ち、口元の傷痕と欠けた耳と相まって周囲を恐怖に陥れる。その相貌とは不釣り合いなほどに美しい妻と可愛い娘がいる。部下の中では天然パーマの男性（小泉）とベリーショートの女性が最も親しいが、2人とも今なお上司の容貌には慣れきっていない。
大江戸課長
江戸っ子を自認しており何事に対してもべらんめえ調。仕事は優秀で人望もあるが、江戸っ子肌が過ぎる余りに周囲を振り回す。
西郷部長
西郷隆盛そっくりの部長。一挙一動に周囲が勝手に感嘆し、貫禄のみでスピード出世した。何もしていないのに新入社員が懐いてくる。
剣崎部長
極度の肥満だが、それを誇りにしている。仕事は優秀で美人の恋人もいる。立派に太っていなければ家督を継げない一族の生まれであり、肥満になれなかった兄に代わり当主となっている。
陰山課長
仕事は優秀だがあまりに影がありすぎる外見のため、誤解されることが多い。

## 書誌情報
- 山科けいすけ『C級さらりーまん講座』小学館〈ビッグコミックススペシャル〉、全13巻
  1. 1994年2月28日発売[9]、ISBN 4-09-179161-1
  2. 1994年4月26日発売[10]、ISBN 4-09-179162-X
  3. 1996年2月27日発売[11]、ISBN 4-09-179163-8
  4. 1996年4月25日発売[12]、ISBN 4-09-179164-6
  5. 1998年8月27日発売[13]、ISBN 4-09-179165-4
  6. 1998年10月28日発売[14]、ISBN 4-09-179166-2
  7. 「馬耳東風編」2000年11月30日発売[15]、ISBN 4-09-179167-0
  8. 「付和雷同編」2003年5月28日発売[16]、ISBN 4-09-179168-9
  9. 「酔眼朦朧編」2003年6月27日発売[17]、ISBN 4-09-179169-7
  10. 「軽挙妄動編」2006年3月28日発売[18]、ISBN 4-09-179170-0
  11. 「唯々諾々編」2006年5月29日発売[19]、ISBN 4-09-179007-0
  12. 「周章狼狽編」2007年5月30日発売[20]、ISBN 978-4-09-179015-6
  13. 「右顧左眄編」2008年9月30日発売[21]、ISBN 978-4-09-179030-9
- 山科けいすけ『C級さらりーまん講座 番外編 お仕事しなさい!!』小学館〈ビッグコミックススペシャル〉、全2巻
  1. 2006年3月28日発売[3]、ISBN 4-09-179005-4
  2. 2006年5月29日発売[22]、ISBN 4-09-179008-9
- 山科けいすけ『新C級さらりーまん講座』小学館〈ビッグコミックススペシャル〉、全2巻
  1. 2011年7月21日発売[6]、ISBN 978-4-09-179126-9
  2. 2014年2月28日発売[23]、ISBN 978-4-09-179195-5
- 山科けいすけ『C級 BEST SELECTION』小学館〈ビッグコミックス〉、全2巻
  1. 上 2016年7月29日発売[24]、ISBN 978-4-09-187807-6
  2. 下 2016年8月30日発売[25]、ISBN 978-4-09-187826-7
- 山科けいすけ『C級さらりーまん講座・改』小学館〈ビッグコミックス〉、既刊2巻（2022年4月28日現在）
  1. 2016年7月29日発売[7]、ISBN 978-4-09-187806-9
  2. 2022年4月28日発売[1][26]、ISBN 978-4-09-861353-3